# Västervåla landskommun
Västervåla landskommun var en kommun i Västmanlands län.

## Administrativ historik
Kommunen bildades 1863 i Västervåla socken i Gamla Norbergs bergslag i Västmanland. 
Vid kommunreformen 1952 inkorporerades kommunen i Ramnäs landskommun.

## Politik

### Mandatfördelning i Västervåla landskommun 1938-1946
| 14 | 2 | 3 | 1 |

| 20 |

| 14 | 6 |

| 20 |

| 13 | 7 |

| 19 |